# Gimena Accardi
Gimena Accardi (ur. 27 maja 1985 w Buenos Aires) – argentyńska aktorka filmowa i telewizyjna, piosenkarka i modelka.

## Wybrana Filmografia
- 2000: Los Buscas de Siempre jako Jessica Santana
- 2002: Kachorra to ja jako Josefina 'Jose' Moravia Estévez
- 2002: Los Simuladores jako Melina
- 2002: Rebelde Way jako Sabrina
- 2007: Cartas para Jenny jako Jenny
- 2012: Sos mi hombre  jako Brenda Garay

## Życie Prywatne
W 2016 poślubiła aktora Nicolása Vázqueza

## Źródła
- https://www.imdb.com/name/nm1212341/
- http://www.filmweb.pl/person/Gimena+Accardi-189868